# Солонянська селищна рада
Соло́нянська се́лищна ра́да — орган місцевого самоврядування та колишня адміністративно-територіальна одиниця в Солонянському районі Дніпропетровської області. Адміністративний центр — селище міського типу Солоне.

## Загальні відомості
- Територія ради: 102,165 км²
- Населення ради: 10 732 особи (станом на 2001 рік). З них:
  - міського населення — 7428 осіб
  - сільського населення — 3304 особи
- Кількість виборців: 9406 осіб

## Населені пункти
До жовтня 2015 року Селищній раді були підпорядковані населені пункти:
- смт Солоне
- с. Аполлонівка
- с. Гончарка
- с. Дніпровське
- с-ще Жданове
- с. Сергіївка

## Територія
Загальна територія селищної ради — 10 216,5 га. З них:
- Під забудовою — 596,5857 га
- Ставків −121,5 га.
- Ріллі — 7 880,08 га.
- Пасовищ — 886,32 га.
- Ліс — 306,8466 га.

## Склад ради
Рада складається з 30 депутатів та голови.
- Голова ради: Копейко Михайло Мусійович
- Секретар ради: Костюкова Тетяна Олександрівна

### Керівний склад попередніх скликань
| Прізвище, ім'я, по батькові | Основні відомості                                                | Дата обрання | Дата звільнення |
| --------------------------- | ---------------------------------------------------------------- | ------------ | --------------- |
| Копейко Михайло Мусійович   | Селищний голова, 1955 року народження, освіта вища, безпартійний | 26.03.2006   | -               |

Примітка: таблиця складена за даними сайту Верховної Ради України

### Депутати
За результатами місцевих виборів 2010 року депутатами ради стали:

#### За суб'єктами висування
| Суб'єкт висування                 | Кількість обраних депутатів | %    |
| --------------------------------- | --------------------------- | ---- |
| Самовисування                     | 13                          | 43,3 |
| Партія регіонів                   | 12                          | 40   |
| Комуністична партія України       | 3                           | 10   |
| Політична партія «Сильна Україна» | 2                           | 6,7  |

#### За округами
| № округу                          | Прізвище, ім'я, по батькові       | Дата визнання обраним | Освіта  | Партійна приналежність                        | Відомості про обраного депутата                                            |
| --------------------------------- | --------------------------------- | --------------------- | ------- | --------------------------------------------- | -------------------------------------------------------------------------- |
| Комуністична партія України       |                                   |                       |         |                                               |                                                                            |
| 5                                 | Мироненко Людмила Олександрівна   | 03.11.2010            | вища    | позапартійна                                  | СПАЛ, викладач                                                             |
| 18                                | Корота Юрій Васильович            | 03.11.2010            | вища    | позапартійний                                 | СПАЛ, заступник директора                                                  |
| 24                                | Соломка Володимир Васильович      | 03.11.2010            | вища    | член Комуністичної партії України             | СВК −21, завідувач гаражем                                                 |
| Партія регіонів                   |                                   |                       |         |                                               |                                                                            |
| 1                                 | Овдієнко Федір Федорович          | 03.11.2010            | вища    | член Партії регіонів                          | Солонянський центр зайнятості, директор                                    |
| 7                                 | Федосов Олександр Якович          | 03.11.2010            | вища    | член Партії регіонів                          | приватний підприємець                                                      |
| 9                                 | Под'ячев Микола Анатолійович      | 03.11.2010            | вища    | член Партії регіонів                          | Солонянське відділення Дніпропетровської МДПІ, старший ревізор-інспектор   |
| 10                                | Кусова Єлизавета Борисівна        | 03.11.2010            | вища    | член Партії регіонів                          | ОКП «Солонянська друкарня», директор                                       |
| 11                                | Старостенко Світлана Валентинівна | 03.11.2010            | вища    | член Партії регіонів                          | центр соціальної служби для молоді, директор                               |
| 12                                | Костюкова Тетяна Олександрівна    | 03.11.2010            | вища    | позапартійна                                  | Солонянська селищна рада, секретар                                         |
| 13                                | Євченко Микола Павлович           | 03.11.2010            | вища    | позапартійний                                 | Солонянська СЕГГ, майстер                                                  |
| 17                                | Сидоренко Любов Олександрівна     | 03.11.2010            | вища    | позапартійна                                  | Солонянська селищна рада, заступник селищного голови                       |
| 19                                | Євдокімова Ольга Сергіївна        | 03.11.2010            | вища    | член Партії регіонів                          | відділ культури РДА, керівник                                              |
| 20                                | Сергеєва Олена Василівна          | 03.11.2010            | вища    | член Партії регіонів                          | Солонянська РДА, керівник відділу архітектури, містобудувіння та ЖКГ       |
| 23                                | Головатенко Олег Миколайович      | 03.11.2010            | вища    | позапартійний                                 | Солонянське управління зрошувальних систем, інженер                        |
| 26                                | Гарбуз Світлана Трохимівна        | 03.11.2010            | вища    | позапартійна                                  | Дніпропетровська обласна лікарня ім. Мечнікова, медсестра                  |
| Політична партія «Сильна Україна» |                                   |                       |         |                                               |                                                                            |
| 8                                 | Бородатий Сергій Іванович         | 03.11.2010            | вища    | член Політичної партії «Сильна Україна»       | ФОП «Бородатий», директор                                                  |
| 16                                | Мартинович Олена Сергіївна        | 03.11.2010            | вища    | член Політичної партії «Сильна Україна»       | АТ СГ «ТАС», керуюча з продажу                                             |
| Самовисування                     |                                   |                       |         |                                               |                                                                            |
| 2                                 | Похиленко Валерій Якович          | 03.11.2010            | вища    | позапартійний                                 | селянське фермерське господарство «Поле», голова                           |
| 3                                 | Бойко Володимир Іванович          | 03.11.2010            | середня | член Всеукраїнського об'єднання «Батьківщина» | Солонянська загальноосвітня школа № 1, електрик                            |
| 4                                 | Лобаченко Микола Миколайович      | 03.11.2010            | середня | позапартійний                                 | ПП «Нікс», директор                                                        |
| 6                                 | Шевчук Василь Васильович          | 17.04.2011            | вища    | член Партії регіонів                          | Солонянське МУВГ, заступник начальника                                     |
| 14                                | Крихта Олександр Миколайович      | 03.11.2010            | вища    | позапартійний                                 | ВАТ «Солонянський молокозавод», голова правління                           |
| 15                                | Лозицький Сергій Михайлович       | 03.11.2010            | вища    | член Партії регіонів                          | управління праці та соціального захисту населення, начальник відділу праці |
| 21                                | Сарахман Петро Михайлович         | 03.11.2010            | середня | член Політичної партія «Партії правозахисту»  | районна рада «Партії правозахисту», голова                                 |
| 22                                | Прохоренко Анатолій Васильович    | 03.11.2010            | вища    | позапартійний                                 | Солонянська ЦРЛ, головний лікар                                            |
| 25                                | Мосейченко Юрій Іванович          | 03.11.2010            | вища    | позапартійний                                 | пенсіонер                                                                  |
| 27                                | Балаур Наталія Михайлівна         | 03.11.2010            | вища    | член Партії регіонів                          | Аполлонівська загальноосвітня школа, директор                              |
| 28                                | Кириченко Іван Іванович           | 03.11.2010            | вища    | позапартійний                                 | приватний підприємець                                                      |
| 29                                | Глив'як Микола Михайлович         | 03.11.2010            | вища    | позапартійний                                 | ТОВ завод «Полімердеталь», майстер                                         |
| 30                                | Шатова Ольга Іванівна             | 03.11.2010            | вища    | член Політичної партії «Наша Україна»         | Жданівська загальноосвітня школа, вчитель                                  |

## Заклади соціальної сфери

### Закладиохорони здоров'я
- Солонянська центральна районна лікарня
- Жаданівський фельдшерсько-акушерський пункт
- Аполонівський фельдшерсько-акушерський пункт
- Сергієвський фельдшерсько-акушерський пункт

### Культурні заклади
- Районний будинок культури (Солоне)
- Будинок дитячої творчості (Солоне)
- Дитяча музична школа (Солоне)
- Жданівський сільський клуб
- Районна бібліотека (Солоне)
- Аполлонівська сільська бібліотека
- Жданівська сільська бібліотека

### Освітні заклади
- Солонянська середня загальноосвітня школа № 1
- Солонянська середня загальноосвітня школа № 2
- Аполлонівська НЗШ
- Жданівська середня загальноосвітня школа
- Солонянський дошкільний навчальний заклад
- Аполлонівський дошкільний навчальний заклад
- Жданівський дошкільний навчальний заклад
- Солонянський професійний аграрний ліцей

## Підприємства

### Комунальні підприємства
- КП «Солонянське ЖКУ» (Солоне)
- ТОВ «АкваТехПром» (Солоне)
- ДП «Солонетеплоенерго»

### Найбільші підприємства
- Солонянський РЕМ
- Міжрайонне управління водного господарства (Солоне)
- ТОВ «Завод полімер деталь» (Солоне)
- ТОВ Солонянський завод «Агрополімердеталь»
- ТОВ «Завод Агро полімер» (Жданове)
- ТОВ «Агроовен» (Солоне)
- Солонянська СЕГГ ВАТ «Дніпропетровськ газ»
- Привільнянське ХПП
- Солонянська філія «РайАвтодор»

Працюють 20 фермерських господарств.

## Культурні пам'ятники
Меморіал загиблим воїнам в смт Солоне, братські могили воїнам, які загинули під час Другої Світової війни в с. Гончарка, с. Сергіївка, с. Дніпровське.

## Видатні особистості
Герої Радянського Союзу-учасники Другої Світової війни:
- Андрєєв Василь Аполлонович
- Юбкін Василь Павлович

Герої соціалістичної праці:
- Зінченко Гнат Гнатович